# Robert Edmund Edwards
Robert Edmund Edwards (* 15. März 1926 in London; † 2000) war ein australischer Mathematiker, der sich mit Funktionalanalysis und Harmonischer Analysis befasste.
Edwards wurde 1951 bei Lionel Cooper am Birkbeck College der University of London promoviert (The theory of normed rings and translations in function spaces). Danach war er dort Lecturer und ab 1959 Lecturer an der University of Reading. 1961 wurde er Professorial Fellow und 1970 bis 1978 war er Professor an der Australian National University (Institute of Advanced Studies).

## Selected publications
- Functional Analysis: Theory and Applications. Holt, Rinehart, and Winston, 1965; revised edition Dover Publications, 1995
- A Formal Background to Mathematics: Volume 1, Logic, Sets and Numbers. Springer-Verlag, 1979
- A Formal Background to Mathematics: Volume 2, A Critical Approach to Elementary Analysis. Springer-Verlag, 1980
- Fourier Series, A Modern Introduction. Volumes 1 and 2. Holt, Rinehart, and Winston, 1967; 2. Auflage, Springer-Verlag, Graduate Texts in Mathematics, 1979, 1982
- Integration and Harmonic Analysis on Compact Groups. Cambridge University Press, 1972